# Franz Reichle
Franz Reichle (Wattwil, 3 oktober 1949) is een Zwitsers filmregisseur en docent.
Reichle groeide op in Toggenburg en studeerde aan de School voor Vormgeving in Zürich Grafische Kunst en aan de Hogeschool voor de Beeldende Kunst in Hamburg Visuele Communicatie en Film.
In Zürich begon hij in 1981 op de toenmalige School voor Vormgeving met de opbouw van de eerste opleiding voor filmvormgeving in Zwitserland. In de late jaren 80 realiseerde hij met de documentaire Traumzeit de eerste Zwitsers-Sovjet coproductie.
Hij hield zich in de volgende zeven jaar op in Oelan-Oede en aan het Baikalmeer waar hij reportages en vertellingen voor de televisie en gedrukte media maakte, onder andere voor de succesvolle serie Moskau-Peking van de Zwitserse televisiezender SF1.
Als schrijver en regisseur, soms ook als producent, cameraman, geluidstechnicus en cinematograaf, realiseerde hij hoofdzakelijk avondvullende documentaires. Tot de bekendsten behoren Das Wissen vom Heilen uit 1997 over Tibetaanse geneeskunde en "Monte Grande" uit 2004 over Francisco Varela.
Sinds 2004 is hij professor voor Bewegende Beelden en Film aan de Hogeschool voor Vormgeving en Kunst in Zürich.

## Filmografie
- 1976 Rosmarie, Susanne, Ruth (documentaire)
- 1981 Jahreswende
- 1986 Augenblick
- 1990 Lynx (documentaire)
- 1992 Traumzeit (documentaire)
- 1993 Leben am Baikal (korte film)
- 1993 Burjatien und der Machtkampf in Moskau (korte film)
- 1994 Saizew Moda (korte film)
- 1997 Das Wissen vom Heilen (documentaire)
- 2004 Monte Grande (documentaire)
- 2007 Mind and Life (documentaire)